# Fluvià
Pour les articles homonymes, voir Fluvia (homonymie).
Le Fluvià est un fleuve côtier de Catalogne (Espagne).

## Description
Il prend sa source dans les montagnes du Collsacabra (Falgars d'en Bas) et se jette dans la mer Méditerranée dans les marais de l'Empordà, près de Sant Pere Pescador, après avoir parcouru 84 kilomètres par les comarques catalanes de la Garrotxa et de l'Alt Empordà. Ses principaux affluents sont le Ser, le Gurn, le Llierca et le Borró.
Il traverse le parc naturel de la zone volcanique de la Garrotxa.

## Localités traversées
- La Vall d'en Bas
- Olot
- Sant Joan les Fonts
- Castellfollit de la Roca
- Sant Jaume de Llierca
- Argelaguer
- Maià de Montcal
- Besalú
- Bàscara
- Sant Miquel de Fluvià
- Torroella de Fluvià
- Sant Pere Pescador